# Antonio Mira-Perceval
Antonio Mira-Perceval y Pastor (Alicante, 1955) es un auditor de cuentas español, que fue presidente de la Diputación Provincial de Alicante y vicesecretario general del PSOE en la Comunidad Valenciana durante los años 1990.
En la actualidad es miembro del Consejo de la Sindicatura de Cuentas de la Comunidad Valenciana y profesor honorario de la UA de Hº del Pensamiento Económico.

## Biografía
Nacido en Alicante estudió en el IES Jorge Juan de la ciudad y se graduó en el “Miraleste High School” en California (EE. UU.) y de vuelta a España, comenzó su formación universitaria en la Escuela de Empresariales de Alicante y se licenció en Ciencias Económicas y Empresariales por la Universidad de Valencia. En 1979 obtuvo plaza mediante oposición a funcionario de la AEAT como subinspector de Hacienda en la Delegación de aquel Ministerio en la provincia de Alicante.
Se casó en diciembre de 1980 con Antonia Graells Ferrer. Tiene dos hijos: Perceval Graells, artista plástica nacida el 5 de agosto de 1983 y Antonio Mira-Perceval Graells nacido el 16 de marzo de 1985.
En las elecciones municipales de 1983 concurrió en las listas del Partido Socialista Obrero Español, resultando elegido concejal y diputado provincial. Entre junio de 1983 y abril de 1991 desempeñó los cargos de vicepresidente de la Diputación y diputado del Área de Hacienda, presidiendo la Diputación Antonio Fernández Valenzuela, a quien acabó sustituyendo cuando Valenzuela tuvo que renunciar.
En las elecciones municipales de 1991 en las que el PSOE obtuvo la mayoría de los concejales de la provincia de Alicante fue elegido presidente de la Diputación. Durante su mandato se llevó a cabo la elaboración del “Plan Estratégico” de la Diputación para la financiación de los municipios y además se volcó con la Universidad de Alicante, cuya cooperación permitió la expansión del campus, motivo por el cual en el año 1992 recibió la Medalla de Oro de la Universidad de Alicante. Esta expansión trajo consigo años después (1999) la construcción de su museo (MUA).
Después de propiciar la creación del “Organismo autónomo de Gestión Tributaria” de la Diputación de Alicante, como su responsable del Área de Hacienda, en 1993 fue nombrado presidente del Consejo Rector del nuevo organismo público Suma Gestión Tributaria nacido para financiar los ayuntamientos de la provincia de Alicante y con Fernando Plaza de director. Y para la catorce edición del «Premio Azorín» de la Diputación de Alicante (1994), Mira-Perceval se avino a firmar un acuerdo con la Editorial Planeta para convertirlo en uno de los certámenes literarios más destacados.
Tras las elecciones municipales de 1995 en que el Partido Popular ganó la Presidencia de la Diputación, el PSOE se convirtió en oposición y Antonio Mira-Perceval pasó a ocupar la portavocía del Grupo Socialista (1995-99). En 1997 formó parte del proyecto de Joan Romero -quien sustituyó a Joan Lerma al frente del partido- y fue vicesecretario general del PSPV-PSOE.
Desde 1999 trabajó como profesor asociado de Teoría Económica en la Universidad de Alicante, en donde su hermana Mª Teresa ya era profesora.
Tras la debacle de las elecciones de 1999, y la dimisión de Joan Romero Mira-Perceval formó parte de la Gestora nombrada al efecto y, habiendo resultado elegido nuevamente concejal del Ayuntamiento de Alicante, en diciembre de ese mismo año optó por dimitir una vez cerrada la crisis socialista tras el Congreso que eligió al nuevo líder valenciano Joan Ignasi Pla.
En enero de 2000 se incorporó a Gestión Tributaria Territorial SA, una empresa dedicada a la colaboración con las administraciones públicas en el sector tributario. Allí Mira-Perceval ocupó sucesivamente los puestos de director de Proyectos y subdirector general de Gestión. En esa época ETA asesinó a su maestro Ernest Lluch y publicó un artículo en su memoria.
En julio de 2004 abandonó su incursión en el sector de la colaboración público-privada y la docencia, tras ser aprobada en las Cortes Valencianas la renovación de puestos de la Sindicatura de Cuentas fue elegido y su mujer, que era concejala del Ayto de Alicante, fue designada coordinadora de la Unidad de “Violencia de Género” de la Subdelegación del Gobierno.
En 2010 y 2016 fue reelegido para la Sindicatura por sendos periodos de seis años.
Tradujo al castellano, junto a Juan Carlos Collado Curiel, la obra de Adam Smith "Una Investigación sobre la Naturaleza y Causas de la Riqueza de las Naciones" en la versión de R. H. Campbell y A. S. Skinner, publicada con motivo de su bicentenario.